# Моранвилл (тауншип, Миннесота)
Моранвилл (англ. Moranville) — тауншип в округе Розо, Миннесота, США. На 2000 год его население составило 940 человек.

## География
По данным Бюро переписи населения США площадь тауншипа составляет 91,9 км², из которых 91,9 км² занимает суша, водоёмов нет.

## Демография
По данным переписи населения 2000 года здесь находились 940 человек, 303 домохозяйства и 257 семей.  Плотность населения —  10,2 чел./км².  На территории тауншипа расположено 326 построек со средней плотностью 3,5 построек на один квадратный километр. Расовый состав населения: 97,87 % белых, 1,28 % коренных американцев, 0,11 % азиатов и 0,74 % приходится на две или более других рас. Испанцы или латиноамериканцы любой расы составляли 0,32 % от популяции тауншипа.
Из 303 домохозяйств в 50,2 % воспитывались дети до 18 лет, в 75,6 % проживали супружеские пары, в 4,3 % проживали незамужние женщины и в 14,9 % домохозяйств проживали несемейные люди. 13,2 % домохозяйств состояли из одного человека, при том 3,6 % из — одиноких пожилых людей старше 65 лет. Средний размер домохозяйства — 3,10, а семьи — 3,40 человека.
35,9 % населения — младше 18 лет, 6,6 % — в возрасте от 18 до 24 лет, 31,3 % — от 25 до 44, 18,8 % — от 45 до 64, и 7,4 % — старше 65 лет. Средний возраст — 33 года. На каждые 100 женщин приходилось 110,8 мужчин.  На каждые 100 женщин старше 18 приходилось 109,4 мужчин.
Средний годовой доход домохозяйства составлял 41 094 доллара, а средний годовой доход семьи —  46 071 доллар. Средний доход мужчин —  29 464  доллара, в то время как у женщин — 22 813. Доход на душу населения составил 14 975 долларов. За чертой бедности находились 6,7 % семей и 7,8 % всего населения тауншипа, из которых 9,1 % младше 18 и 22,7 % старше 65 лет.